# Ataque de onda humana

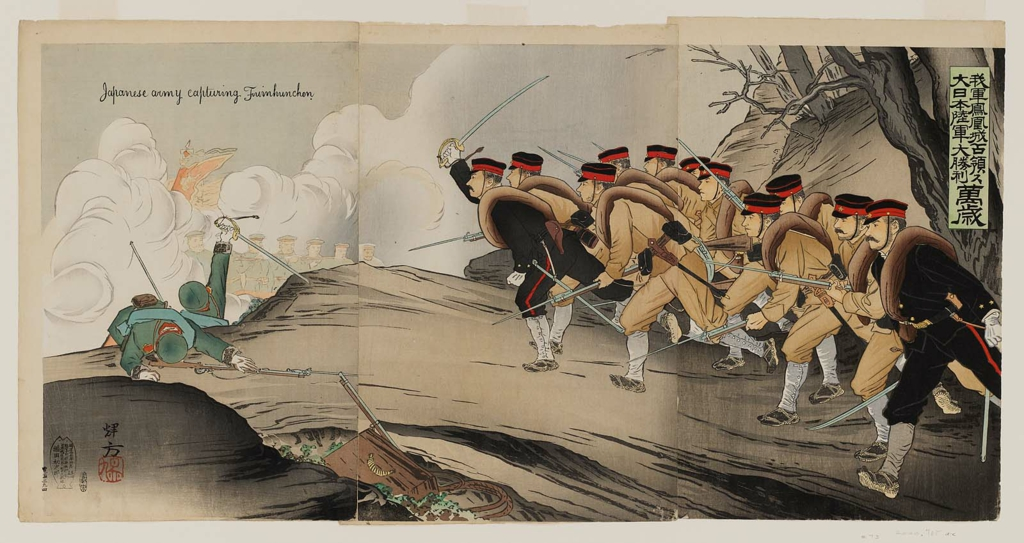
Xilogravura japonesa representando uma carga de infantaria na Guerra Russo-Japonesa.

Um ataque de onda humana é uma tática ofensiva de infantaria na qual um atacante conduz um assalto frontal desprotegido com formações de infantaria densamente concentradas contra a linha inimiga, com o objetivo de invadir e subjugar os defensores, engajando-se em combate corpo-a-corpo. O nome refere-se ao conceito de uma massa coordenada de soldados caindo sobre uma força inimiga e varrendo-a com puro peso e impulso, como uma onda do oceano quebrando na praia.

## Definição
De acordo com o analista do Exército dos EUA Edward C. O'Dowd, a definição técnica de uma tática de ataque de onda humana é um ataque frontal por formações de infantaria densamente concentradas contra uma linha inimiga, sem qualquer tentativa de proteger ou mascarar o movimento do atacante. O objetivo de um ataque de onda humana é manobrar o maior número possível de pessoas para perto, na esperança de que o choque de uma grande massa de atacantes envolvidos em combate de melê forçaria o inimigo a se desintegrar ou recuar.
A dependência do ataque de ondas humanas no combate aproximado geralmente torna a organização e o treinamento da força atacante irrelevantes, mas requer grande coragem física, coerção ou moral para que os atacantes avancem contra o fogo inimigo. No entanto, quando comparado com armamento moderno, como armas de fogo automáticas, artilharia e aeronaves, um ataque de ondas humanas é uma táctica extremamente perigosa e dispendiosa face a um poder de fogo devastador. Assim, para que um ataque de ondas humanas tenha sucesso no campo de batalha moderno, é imperativo que os atacantes carreguem contra a linha inimiga no menor tempo e no maior número possível, de modo que uma massa suficiente possa ser preservada quando os atacantes chegarem ao alcance do corpo-a-corpo.
No entanto, esta solução geralmente significa que os atacantes devem sacrificar a ocultação e a cobertura em função dos números e da velocidade. Devido a esta compensação, os ataques de ondas humanas podem ser usados por um atacante que carece de treino táctico ou que carece de poder de fogo e capacidade de manobra, mas que pode motivar e controlar o seu pessoal.

## Uso
Os ataques de ondas humanas foram usados por várias forças armadas em todo o mundo, incluindo os exércitos europeus e americanos durante a Guerra Civil Americana e a Primeira Guerra Mundial, o Exército Vermelho durante a 2ª Guerra Mundial, o Exército Chinês durante a Guerra da Coreia e na Guerra Sino-Vietnamita, os Basij iranianos durante a Guerra Irã-Iraque, e as Forças Terrestres Russas durante a Guerra Russo-Ucraniana.

### Rebelião dos Boxers
Ataques de ondas humanas foram usados durante a Rebelião dos Boxers (1899-1901) na China. Os rebeldes boxers realizaram ataques de ondas humanas contra as forças das Aliança das Oito Nações durante a Expedição Seymour e a Batalha de Langfang, onde a Aliança das Oito Nações foi forçada a recuar.
Em 11 e 14 de junho de 1900, os Boxers armados apenas com armas brancas atacaram diretamente as tropas da Aliança em Langfang, as quais estavam armadas com fuzis e metralhadoras, em ataques de ondas humanas e os Boxers também bloquearam a retirada da expedição via trem, destruindo a estrada de ferro Tianjin-Langfang.
Os Boxers e o exército de Dong Fuxiang trabalharam juntos na emboscada conjunta, com os Boxers atacando implacavelmente os Aliados de frente com ataques de ondas humanas, exibindo "nenhum medo da morte" e enfrentando os Aliados em combate corpo-a-corpo e colocando as tropas Aliadas sob grave estresse mental, imitando tiros vigorosos com fogos de artifício. Os Aliados, no entanto, sofreram a maior parte das suas perdas nas mãos das tropas do General Dong, que usaram a sua experiência e persistência para se envolverem em ataques "corajosos e persistentes" às forças da Aliança, como recordou o capitão alemão Usedom: a ala direita dos alemães esteve quase à beira do colapso sob o ataque até serem resgatados de Langfang pelas tropas francesas e britânicas; os Aliados então recuaram de Langfang em trens cheios de buracos de bala.

### Guerra Russo-Japonesa
Durante o Cerco de Port Arthur (1904-1905), ataques de ondas humanas foram conduzidos pelos japoneses contra a artilharia e metralhadoras russas, o que acabou se tornando suicida. Como os japoneses sofreram baixas massivas nos ataques, uma descrição das consequências foi que "uma massa espessa e contínua de cadáveres cobriu a terra fria como uma colcha".

### Republicanos espanhóis
Ataques de ondas humanas também foram empregados pelos republicanos na Espanha durante a Guerra Civil Espanhola, mais notavelmente na sua defesa da Casa de Campo durante o Cerco de Madrid, particularmente o contra-ataque da Coluna Durruti liderada pelo próprio Buenaventura Durruti. Além disso, conforme relatado por vários ex-membros do Batalhão Lincoln, não era incomum que os comandantes republicanos ordenassem unidades  em ataques que foram desaconselhados por oficiais de campo como sendo imprudentes ou suicidas.

### Exército Vermelho Soviético
Havia elementos de ondas humanas sendo utilizadas na Guerra Civil Russa, contados por soldados americanos na Rússia apoiando o Exército Branco.
Na Guerra de Inverno de 1939-1940, o Exército Vermelho Soviético usou repetidamente cargas de ondas humanas contra posições fortificadas finlandesas, permitindo que os metralhadores inimigos as derrubassem, uma tática descrita como "fatalismo incompreensível" pelo comandante finlandês Mannerheim. Isto levou a perdas massivas do lado soviético e contribuiu para que as forças finlandesas claramente mais fracas (tanto em efetivo quanto em armamento) fossem capazes de resistir temporariamente aos ataques soviéticos ao istmo da Carélia. Os ataques soviéticos noutros sectores também foram detidos com sucesso pelos finlandeses.
Richard Overy em seu livro, The Oxford History of World War II, fala sobre o eventual avanço tecnológico das forças de ponta-de-lança soviéticas, tornando-se tão eficazes quanto as forças alemãs, no entanto, ele ainda reconhece que elementos de "auto-sacrifício impensável, táticas de 'onda humana', e punição draconiana" existiam.

### Exército Imperial Japonês
O Exército Imperial Japonês era conhecido por usar ataques de ondas humanas. Havia até unidades especializadas que eram treinadas nesse tipo de assalto.
O ataque de onda humana foi usado com sucesso na Guerra Russo-Japonesa e na Segunda Guerra Sino-Japonesa, onde os soldados japoneses altamente disciplinados lutavam contra inimigos com disciplina comparativamente mais baixa e sem muitas armas automáticas, como metralhadoras, muitas vezes superando-os também em número. Nesses casos, um ataque determinado poderia romper as linhas inimigas e vencer. A eficácia de tais estratégias na China tornou-as uma tática padrão para o Exército Imperial Japonês. Estas táticas tornaram-se conhecidas principalmente pelo público ocidental durante a Guerra do Pacífico, onde as forças japonesas usaram esta abordagem contra as forças aliadas. No entanto, as forças aliadas superavam drasticamente os japoneses e estavam equipadas com um número muito elevado de armas automáticas. Elas também consistiam em forças bem treinadas que se adaptariam rapidamente aos ataques japoneses. Se as forças aliadas conseguissem estabelecer um perímetro defensivo, o seu poder de fogo superior resultaria frequentemente em baixas japonesas paralisantes e no fracasso do ataque. O grito de guerra japonês "Banzai" fez com que esta forma de carga fosse chamada de "Carga Banzai" pelas forças aliadas.
Além do seu uso estratégico pelas forças militares japonesas, a frequência do seu uso tem sido explicada, em parte, como as tropas japonesas aderindo ao seu tradicional código de honra, o Bushido, que considerava a rendição como vergonhosa ou inaceitável, enquanto a bravura de uma onda de ataque humano, mesmo que suicida, seria uma escolha honrosa. Essas cargas banzai feitas por soldados japoneses contra as tropas aliadas equipadas com metralhadoras, morteiros leves, fuzis semiautomáticos e submetralhadoras eram muitas vezes ineficazes em alterar o resultado de uma batalha, mas as tropas americanas relataram mais tarde uma forte pressão psicológica na defesa contra estas ondas humanas.

### Exército Voluntário Popular

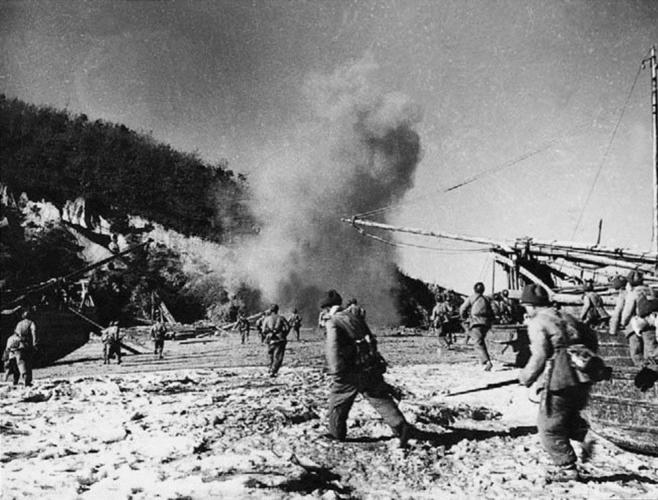
O Exército Voluntário Popular desembarca na ilha de Taehwa-do, no oeste da Coreia, sob a cobertura de artilharia e metralhadoras, 1951.

Durante a Guerra da Coréia, o termo "ataque de ondas humanas" foi usado para descrever o ataque curto chinês, uma combinação de infiltração e táticas de choque empregadas pelo Exército Voluntário Popular (EVP). De acordo com alguns relatos, o Marechal Peng Dehuai – o comandante geral do EVP na Coreia – teria inventado esta tática.
Um típico ataque curto chinês foi realizado à noite por numerosos bombeiros em uma frente estreita contra o ponto mais fraco das defesas inimigas. A equipe de assalto do EPV rastejaria sem ser detectada dentro do alcance das granadas e, em seguida, lançaria ataques surpresa contra os defensores, a fim de romper as defesas, contando com o máximo de choque e confusão. Se o choque inicial não conseguisse romper as defesas, esquadras-de-tiro adicionais pressionariam atrás deles e atacariam o mesmo ponto até que uma brecha fosse criada. Uma vez conseguida a penetração, o grosso das forças chinesas avançaria para a retaguarda inimiga e atacaria por trás. Durante os ataques, as equipas de assalto chinesas dispersavam-se enquanto se mascaravam no terreno, o que tornava difícil aos defensores da ONU mirar nas numerosas tropas chinesas. Os ataques das sucessivas esquadras-de-tiro chinesas também foram cuidadosamente programados para minimizar as baixas. Devido aos sistemas de comunicação primitivos e aos rígidos controles políticos dentro do exército chinês, os ataques curtos eram frequentemente repetidos indefinidamente até que as defesas fossem penetradas ou o suprimento de munição do atacante se esgotasse, independentemente das chances de sucesso ou do custo humano.

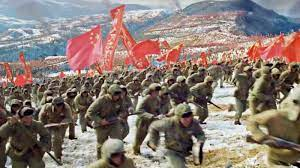
Representação de um assalto de onda humana chinês, com bandeiras desfraldadas, no filme sul-coreano Taeguki-Gi: A Irmandade da Guerra (2004).

Este padrão de ataque persistente deixou uma forte impressão nas forças da ONU que lutaram na Coreia, dando origem à descrição de “onda humana”. O historiador do Exército dos EUA, Roy Edgar Appleman, observou que o termo "onda humana" foi mais tarde usado por jornalistas e oficiais militares para transmitir a imagem de que os soldados americanos foram atacados por um número esmagador de chineses numa frente ampla. SLA Marshall também comentou que a palavra "massa" foi usada indiscriminadamente pela mídia para descrever as táticas de infantaria chinesa, e é raro que os chineses realmente usem formações de infantaria densamente concentradas para absorver o poder de fogo inimigo. Em resposta ao estereótipo dos meios de comunicação sobre as tropas de assalto chinesas desdobradas em vastos “mares humanos”, uma piada que circulou entre os militares dos EUA foi “Quantas hordas existem num pelotão chinês?”
Em fontes chinesas, essa tática é chamada de "esquadras três-três", após a composição do ataque: três homens formariam uma esquadra e três esquadras formariam um grupo de combate. Um pelotão chinês, composto por 33 a 50 soldados (dependendo se tivessem uma equipe de petrechos pesados), formaria suas esquadras em fileiras em uma formação escalonada de ponta de flecha, que seria empregada para atacar "um ponto" partindo de "dois lados".
Embora abandonada pelo EVP em 1953, observadores externos como Allen S. Whiting esperavam que a China usasse a tática se necessário. O exército chinês readoptou esta tática durante a Guerra Sino-Vietnamita devido à estagnação dos programas de modernização militar chineses durante a Revolução Cultural. A sua utilização na Guerra Sino-Vietnamita é um raro exemplo de um exército com poder de fogo superior, neste caso o ELP, desperdiçando a sua vantagem.

### Guerra Irã-Iraque

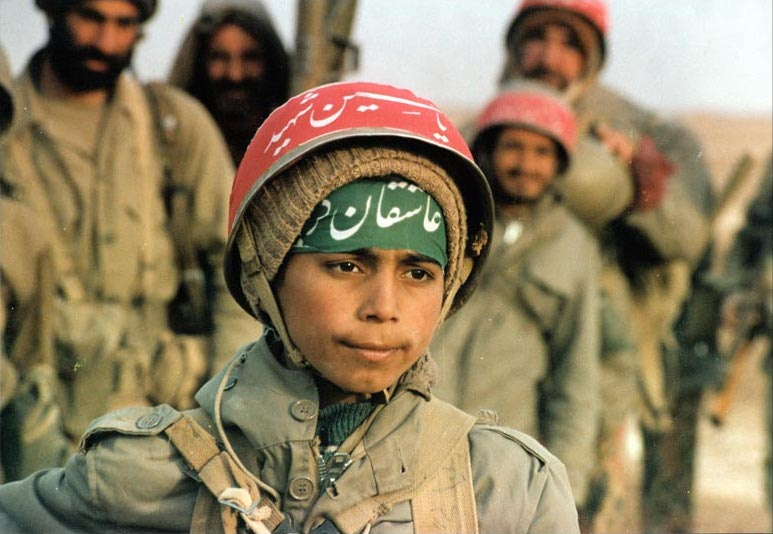
Criança-soldado iraniana do Basij na linha de frente, usando faixas vermelha e verde com palavras de ordem no capacete e no lenço proclamando a grandeza de Alá e do Aiatolá.

Durante a Guerra Irã-Iraque, as forças iranianas utilizaram ataques de ondas humanas nas suas grandes operações, incluindo velhos e crianças do Basij. No total, 95.000 crianças-soldados iranianas foram mortas, feridas ou aleijadas durante a contra o Iraque, principalmente entre as idades de 16 e 17 anos, com algumas mais jovens entre 14 e 12 anos. Na Primeira Batalha de Basra de 1982, os iranianos lançaram 100.000 soldados da Guarda Revolucionária e do Basij contra as posições iraquianas no que foi chamada Operação do Ramadã. As tropas iraquianas entrincheiraram-se em defesas formidáveis e criaram uma rede de bunkers e posições de artilharia e os Basij avançaram em ondas humanas e foram até usados para limpar fisicamente os campos minados iraquianos para abrir caminho para o avanço da Guarda Revolucionária. Os combatentes chegaram tão perto uns dos outros que os iranianos conseguiram escalar tanques iraquianos e lançar granadas dentro deles.
A devoção cega dos Basij e a sua busca incansável pelo martírio impressionaram e confundiram os observadores estrangeiros. Eles eram recrutados principalmente de áreas rurais ou das famílias xiitas mais devotas, alguns com apenas 12 anos. Estes pré-adolescentes mal-treinados e mal-equipados eram pouco mais do que bucha de canhão ou detectores de minas humanos enviados à frente das outras forças militares iranianas para limpar os campos, matagais desérticos e pântanos. Os Basij eram equipados com bandanas vermelhas e amarelas proclamando a grandeza de Alá ou do aiatolá Khomeini, e teriam presos em seus uniformes um pedaço de pano branco como símbolo de uma mortalha - cada um carregando sua morte consigo - junto com uma chave de plástico em volta do pescoço, emitida pessoalmente por Khomeini como símbolo de sua entrada garantida no paraíso após o martírio. Desta forma atacariam as posições iraquianas, ignorando totalmente o perigo para as suas vidas e perante a chocada descrença dos seus inimigos. “Eles avançam às centenas, muitas vezes atravessando directamente os campos minados, acionando-os com os pés como deveriam fazer”, assim um oficial iraquiano descreveu o efeito destes assaltos sobre ele e os seus homens:
"Eles cantam 'Allahu Akbar' e continuam avançando, e nós continuamos atirando, movimentando nossas metralhadoras de 50 milímetros como foices. Meus homens têm dezoito, dezenove anos, apenas alguns anos mais velhos que essas crianças. Eu os vi chorando e, às vezes, os oficiais tiveram que chutá-los de volta às armas. Uma vez tivemos crianças iranianas em bicicletas pedalando em nossa direção, e todos os meus homens começaram a rir, e então essas crianças começaram a lançar granadas de mão e nós paramos de rir e começamos a atirar."
As ondas humanas iranianas foram representadas na cultura popular ainda durante a guerra. O filme iraquiano Al-hudud al-Multahiba (Fronteiras em Chamas, em tradução livre), dirigido por Saheb Haddad, soldados iraquianos resistem bravamente aos ataques do seu inimigo numericamente superior. Na sua cena final, os iranianos caem sobre a posição iraquiana e a submergem como um mar humano até o combate em melê. Conforme os iranianos vão aparecendo como uma onda humana infindável, um soldado iraquiano visivelmente preocupado tira um carregador extra e o coloca no saco de areia ao seu lado.

### Guerra Eritreia-Etíope
Na Guerra Eritreia-Etíope de 1998-2000, o uso generalizado de trincheiras resultou em comparações do conflito com a guerra de trincheiras da Primeira Guerra Mundial. De acordo com alguns relatos, a guerra de trincheiras levou à perda de "milhares de vidas jovens em ataques de ondas humanas às posições da Eritreia".

### Guerra Russo-Ucraniana
Durante a invasão russa da Ucrânia em 2022, ocorreram inúmeras batalhas em que os militares russos supostamente usaram ataques de ondas humanas para superar as defesas ucranianas. Esta forma de emprego gerou descontentamento nas tropas russas.
Durante as batalhas de Bakhmut, Vuhledar, e Avdiivka, soldados regulares do exército russo foram enviados para as batalhas usando táticas de ondas humanas para capturar os assentamentos. As unidades paramilitares do Grupo Wagner também usaram "ataques de ondas humanas" usando condenados recrutados nas prisões para lutar na Ucrânia, incluindo aqueles nas unidades Storm-Z. Também foi alegado que a infantaria russa enviada em ataques de "ondas humanas" é mal treinada e equipada, com mínimo ou nenhum apoio mecanizado ou aéreo. O Contra-Almirante John Kirby, porta-voz do Conselho de Segurança Nacional dos EUA, afirmou que a Rússia lançou "massas de soldados mal treinados direto para o campo de batalha, sem equipamento adequado e, aparentemente, sem treinamento e preparação adequados".